# هم‌بستگی معنایی

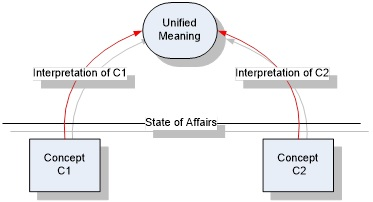
همسان‌سازی معنایی مفاهیم

همسان‌سازی معنایی فرآیند یکسان‌سازی مفاهیم واژگانی متفاوتی است که به‌نظر می‌رسد معنای یکسانی دارند. در فرآیندهای کسب و کار، همسان‌سازی معنایی با مفهومی به‌عنوان «نگاشتن دو عبارت بر روی یک عبارت در شکل مبادله‌ای که برابر عبارت از قبل داده شده است» تعریف می‌شود.
همسان‌سازی معنایی هم‌زمان با زمینه‌های فرآیند کسب و کار و گردش کار به کاربسته شد. در دوران آغازین دهه ۹۰ میلادی، چالرز پتری در دانشگاه استنفورد اصطلاح همسان‌سازی معنایی را برای مدل‌های کسب و کار شناساند، باز فرستادن‌های پس از آن را می‌توان در این یاد کرد یافت و رسمی‌تر از آن را هم می‌توان در پایان‌نامه فاوسی بِندک یافت.
چارلز پتری نیز «همسان‌سازی معنایی ‌عمل‌گرایانه» برای اشاره به روی‌کردهایی که در آنها نتایج در برابر یک برنامه در حال اجرا با استفاده از نگاشت معنایی آزمایش می‌شوند، شناساند. در روی‌کرد عمل‌گرایانه، دقت نگاشتن به اندازه کاربرد آن اهمیت ندارد.
در کل، همسان‌سازی معنایی همان‌طور که در فرآیندهای تجاری استفاده می‌شود، برای یافتن یک مفهوم مشترک هم‌بسته که دو عبارت را در یک تفسیر تطبیق می‌دهد، به کار می‌رود.